# If There's Anything I Can't Stand
«If There's Anything I Can't Stand» es el 74º episodio de la serie Desperate Housewives que transmite la cadena norteamericana ABC. Este episodio es el cuarto de la cuarta temporada. Fue escrito por Alexandra Cunningham y Lori Kirkland Baker, dirigido por Larry Shaw y fue estrenado originalmente el 21 de octubre de 2007.

## Estrellas invitadas
- Ellen Geer como Lillian Simms.
- Kevin Rahm como Lee McDermott.
- Tuc Watkins como Bob Hunter.
- Shirley Knight como Phyllis Van De Kamp.
- John Slattery como Victor Lang.

## Co-estrellas
- Allen Williams como Dr. Claude Kyl
- Cecelia Antoinette como vendedora.
- Sean Blodget como Persona de entrega.
- James Below como Bartender.

## Recapitulación del episodio
Susan Mayer acoge con satisfacción la nueva pareja masculina, Bob y Lee, que se mudan a Wisteria Lane. Ella hace un buen lío cuando los saluda y empieza su relación con mal pie. Ella intenta recibir a los nuevos vecinos de nuevo, llevándoles algunas cosas dulces compradas en una pastelería (aunque dice que las cocinó ella misma), donde es recibida por Lee. Ella y sus "cookies" no son bien recibidas, ya que Lee es alérgico a los frutos secos y Susan no puedo responder si hay algunos frutos secos en las cookies ya que no las hizo ella misma, y termina recibiendo algunos comentarios muy groseros y la puerta cerrada en su cara. Julie, la hija de Susan, más tarde encuentra a su perro corriendo en la calle, y Susan decide tomar al perro y lo mantiene en su garaje, lo que le permite ser vista como una "heroína" ante los ojos de Bob y Lee. Cuando Lee pega avisos de "desaparecido", Susan le ayuda a buscar, ganando su agradecimiento y disculpas por ser tan grosero anteriormente. Sin embargo, cuando el esposo de Susan, Mike regresa a casa, él abre la puerta del garaje y el perro sale con pintura húmeda de Mike en todas su patas, que no sólo arruina el muy caro traje Dolce de Bob, sino que también deja rastros que conducen a la puerta del garaje de Susan. Mike regresa después de tratar de hacer control de daños y le dice a Susan que tiene que pagar $2000 para darle a Julie un buen ejemplo. Susan empieza a descubrir otra forma de llegar a ellos al igual que ella Mike piensa en Julie y le dicen que la dejan ir.
Katherine Mayfair visita a su tía Lillian en la residencia de ancianos en su lecho de muerte. Ella expresa a Katherine que no quiere ir a su tumba con la culpa por lo que han hecho, preguntándose si Dios le va permitir entrar al cielo, y rogándole que confiese toda la verdad a su hija Dylan. Katherine se enfurece, declarando que ellos hicieron lo que tenían que hacer y no va a dejar que Lillian le arruine a ella o la vida de su familia. Katherine retrocede unos pocos pasos, y Lillian agita su campana para citar a Dylan. Ella atrae a Dylan a lo largo de la cama y empieza a explicar la razón de por qué ella no puede recordar nada acerca de su infancia en Wisteria Lane. Katherine envía a Dylan fuera de la sala, y se lleva la campana de Lillian.
Bree Hodge recibe una motocicleta, como un presente para Danielle. Le prohíbe a su hijo Andrew que la monte y sugiere que la regale en una rifa de la iglesia. Su marido Orson hace caso omiso de sus consejos y la prueba en la carretera, lo que conduce a un accidente menor.
Bree insiste a sus amigas Susan, Lynette y Gabrielle que no quiere un "Baby Shower", citando muchas razones por las que es innecesario o inapropiado, ya sea, con el fin de encubrir su falso embarazo. Cuando Bree se aleja por un segundo, su hijo Andrew les habla, y sugiere que hagan una fiesta sorpresa para ella. Bree queda atónita cuando está caminando por el vecindario y Phyllis Van De Kamp, la madre terrible de su primer marido Rex, aparece. Andrew le indica a Bree que se trataba de una  venganza por no dejarle conducir la moto. Cuando Bree y Phyllis discuten, Phyllis trae con ella un sable y escudo, regalo de su difunta madre. Bree le dice que si ella quiere volver, es bienvenida. Como la tormenta con Bree ya pasó, Phyllis le pregunta a Andrew dónde es un lugar seguro para guardar el sable y escudo. Él le dijo que era en el cuarto privado de Bree, olvidando que este es también donde Bree almacena sus falsos vientres de embarazada. Bree va arriba para poner fin a la pelea con ella, pero es demasiado tarde. Bree le plantea a Phyllis: "Hago todo esto por la reputación de Danielle, no le digas a nadie", y también le dice la real estadía de Danielle. La conversación aumenta de tono cuando Bree argumenta que Rex realmente pensaba que ella no fue una buena madre para él, pero sin embargo Phyllis sale airadamente de la habitación, y pide a todo el mundo que le presten atención una vez que llega a la puerta. Cuando todos los ojos están puestos en ella, se detiene y simplemente les dice a todos lo bueno que fue verlos de nuevo. Bree le agradece su silencio, y Phyllis responde: "Usted no es la única que desea una segunda oportunidad". Al final del episodio, Danielle se encuentra en su habitación del convento cuando llega Phyllis. Ella está encantada de ver a su abuela, y Phyllis le dice que no tiene que quedarse allí, y que podrá salir con ella. Danielle inmediatamente empaca sus cosas.
Edie Britt se enoja con su ginecólogo cuando le dice que ella se ha contagiado ladillas, Edie conversa con su novio Carlos Solís sobre esto, pero él es bastante bruto, y le comunica que ambos tienen que utilizar un horrible champú con olor a  regaliz y un peine con dientes finos para hacerse cargo de la enfermedad. Carlos se da cuenta porqué fue: él ha estado acostándose en secreto con su exesposa Gabrielle, y que seguro ella debe tener, también. Él va por Gabrielle a una conferencia de prensa de su marido Víctor para advertirle a ella, y ambos se dan cuenta de que desde que Gabrielle podría tenerlo, Víctor tiene muchas posibilidades de contar con él, también. Cuando lo ven brevemente su silencio les dice todo, ellos saben que tienen que hacer algo al respecto. Más tarde ese día, Gabrielle se viste con un sexy traje de enfermera para tener un momento de pasión con Victor. Ella finge que el terrible olor del champú es una loción hecha de hierbas naturales, y de manera muy seductora ella roza el champú sobre él. Esa misma tarde, en el baby shower de Bree, Edie huele el champú sobre Victor, se cuestiona cómo vino a él y luego le pregunta acerca de su "colonia". Él le dice que Gabrielle frotó alguna loción rara en casa sobre él. Cuando ve alrededor de la sala nota que las personas comen el pastel de cangrejo de entrada, y poco a poco la relación entre Carlos, Gaby, y Víctor, hace que su sospecha crezca fuerte, tan fuerte hasta desatar una crisis de ira por la escasez de su pastel de cangrejo.
Lynette Scavo siente una gran sensación de no tener que ir a la quimioterapia durante un mes más, por eso quiere tener relaciones sexuales con su esposo Tom. Cuando empiezan a hacer el amor, Tom hace un movimiento brusco, la peluca de Lynette se resbala, y ella sólo tiene que retirarse. Tom no "siente" nada por la calvicie de Lynette, y le dice que él tiene que levantarse temprano al día siguiente y dormirá con ella mañana. Lynette se molesta y confiesa a Gabrielle sobre esto en la tienda de pelucas. Gabrielle aconseja al resto de las mujeres que como una variedad para sus hombres, pueden tratar de condimentar su vida sexual con diferentes pelucas y así captar el interés de Tom. Ella intenta reforzar la peluca esa noche, y Tom no puede correr hasta las escaleras porque su rapidez es insuficiente. La siguiente noche, Lynette se prepara para otra noche apasionada con Tom, hace uso normal de su peluca rubia, y Tom viene con una peluca negra para ella pero la pone detrás de su espalda. Ella está molesta, y siente que él sólo quiere tener sexo con ella cuando se hace pasar por otra persona. Él explica que ese no es el caso en absoluto, y su enfermedad está afectando más de lo que ella conoce. Ellos deciden que se debe hacer el amor sólo como Tom y Lynette, lo que los hace felices a ambos.
Por último, en su última hora de vida, Lillian está desesperada porque quiere decirle a Dylan los culpables de un secreto que ha estado llevando con ella. Con todos sus intentos bloqueados por Katherine, su única opción es anotarlo rápidamente en una hoja de papel, que ella pliega en la mano. Ella muere, y la nota cae fuera de su alcance en el suelo. Al final, Katherine llama a los paramédicos para llevar su cuerpo. La cámara muestra como al otro lado de la cama donde mueren las palabras de Lillian queda la carta doblada en el suelo.
- Datos: Q725554